# Стрнадица жутовољка
Стрнадица жутовољка (лат. Emberiza citrinella) је птица певачица која насељава већи део Европе и Азије, а од 1862. је уобичајена врста на Новом Зеланду. Већина популације жутовољки која насељава јужна и западна станишта остаје током године резидентна, док источне подврсте мигрирају ка јужним областима. Уколико су зиме благе, пролећне миграције крећу крајем фебруара, у супротном дешавају се од марта до средине априла или маја. У Европи и Русији, јесење миграције трају од августа до децембра. У оквиру рода, најближа јој је белоглава стрнадица (Emberiza leucocephalos) са којом се често укршта.
За станишта, жутовољка бира углавном полуотворене просторе, рубове шума и пашњаке са жбуновима. Уобичајено је да врсте стациониране на отвореном простору зими формирају мала јата. Исхрана се састоји од храњења младунаца инсектима и једењу семена, а појачава се током сезоне парења. Гнезде се на земљи, женке полажу 3-5 јаја која имају карактеристичне шаре.

## Изглед
Жутовољка је птица дугачка око 16.5cm, тежине од 20-36.5gr са распоном крила од 23–29.5cm. Има кратак, дебели кљун. Мужјак има изразито жуту главу и доњи део тела, пругаста браон леђа са доњим делом леђа боје ораха. Женка је светлије боје и простијих шара.

## Парење
Парење почиње углавном током априла и маја, када женке праве купаста гнезда на скривеном месту или близу земље. Женке лежу 3-5 јаја која имају карактеристичну шару у виду мреже црних линија. До излегања прође 12-14 дана и још 11-13 дана док се младунчад не оперја. Оба родитеља хране птиће у гнезду, а изнесу 2-3 легла током године. Гнезда угрожавају углавном пацови и вране, док одрасле лове птице грабљивице.

## Исхрана
Жутовољка припада омниворима, али јој је исхрана претежно животињског порекла. Храни се црвима, пијавицама, раковима, пауковима, копненим и воденим инсектима и ларвама, водоземцима (жабе и даждевњаци), рибама, птицама и сисарима. Храни се и биљкама, поготову током јесени и зиме, и то изданцима и корењем биљака, семењем, бобицама и воћем.

## Подврсте
Постоје три регистроване подврсте:
- E. c. citrinella - (Linnaeus, 1758): наименована подврста, распрострањена углавном широм југоисточне Енглеске и Европе, на истоку до северозападне границе Русије и западне Украјине,
- E. c. caliginosa - (Clancey, 1940): подврста се може наћи у Ирској, на Острву Мен и у Великој Британији (изузев југоисточне Енглеске),
- E. c. erythrogenys - (Brehm, 1855): подрста која се може наћу у Русији, централној Украјини и на источном Балкану, источно све до Сибира и северозападне Монголије. Изоловане популације се могу наћи источно од Црног мора и на Кавказу.

## Галерија
- Јаја жутовољке